# Войс, Пётр Михайлович
Пётр Миха́йлович Войс (настоящая фамилия — Тюле́нев; род. 10 января 1946, Тетюши, Татарская АССР) — советский архитектор, художник, куратор, галерист, коллекционер современного искусства.

## Образование
В 1974 году окончил с отличием архитектурный факультет Казанского инженерно-строительного института (Казанский государственный архитектурно-строительный университет). Дипломный проект «Жилище в краткий срок» участвовал от СССР в международном смотре-конкурсе студенческих работ в Мадриде (1975 год).

## Архитектурная деятельность

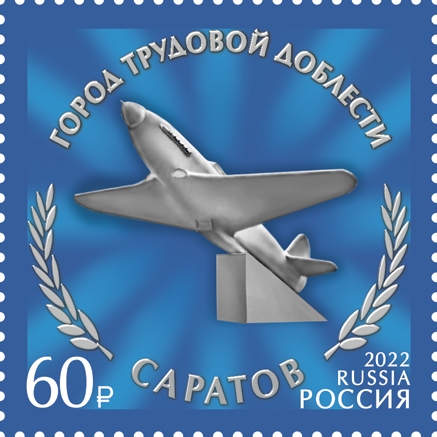
Города трудовой доблести. Памятник «Героям фронта и тыла» в Саратове (архитектор П. Войс)

С 1974 по 1980 годы работал в институте «Саратовгражданпроект», г. Саратов, с 1980 по 1990 годы в институте «Курортпроект», г.Москва.
Основные архитектурные проекты:
- Горком КПСС в Саратове (в составе авторского коллектива, 1977—1978 гг.);[2]
- Комплекс Высшей партийной школы в Саратове (в составе авторского коллектива, 1978—1979);[2]
- Дворец культуры ГПЗ в Саратове (автор, 1976—1978);[2]
- Управление внутренних дел в Саратове (автор, 1979—1980);[2]
- Международный пансионат «Дружба» в Ялте (в составе авторского коллектива, 1981—1984);[2]
- Санаторий в Елабуге (руководитель авторского коллектива, 1987);[2][3]
- Гостиница «Интурист» в Пензе (руководитель авторского коллектива, 1983—1989).[2]

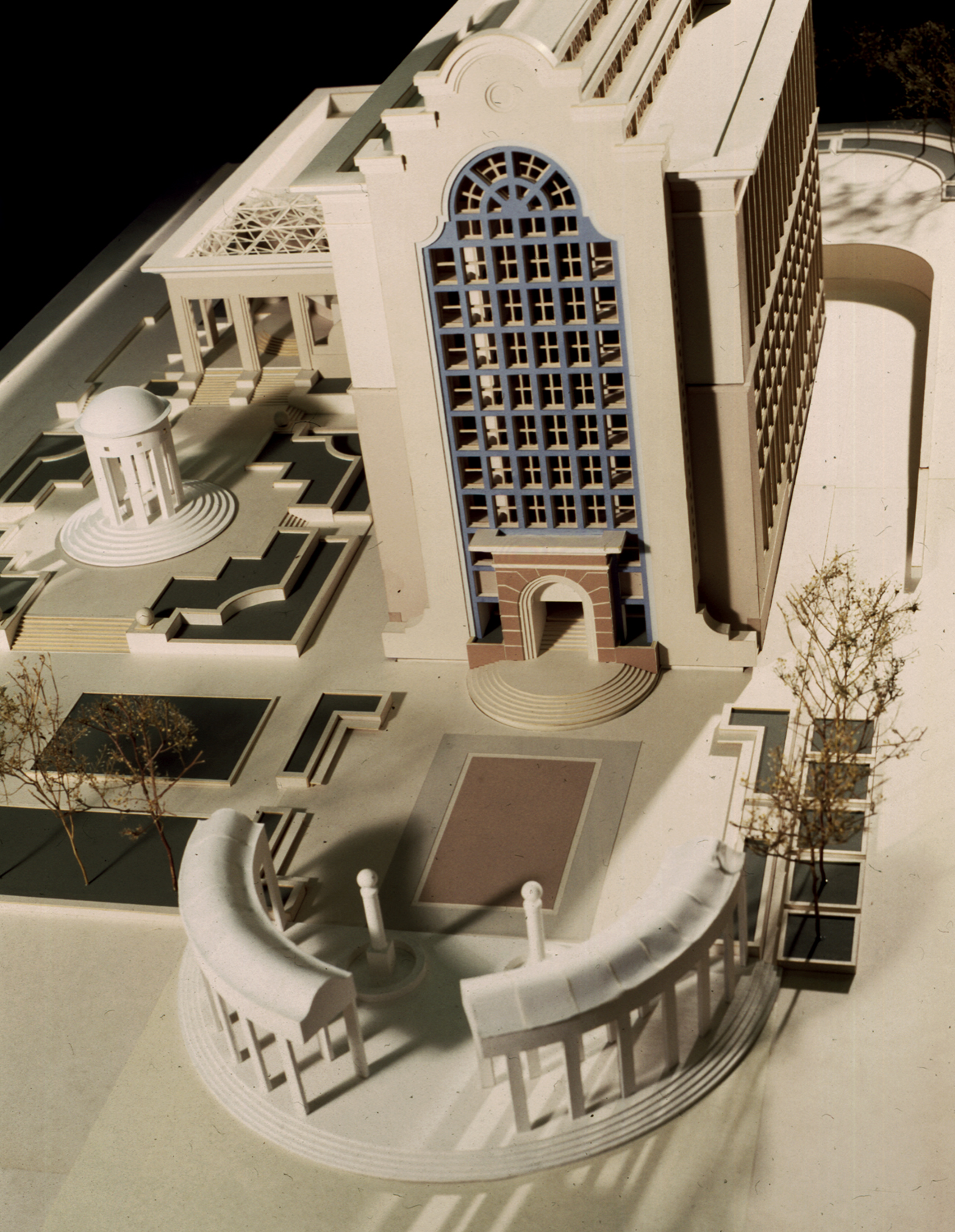
Гостиница «Интурист» в Пензе. Руководитель авторского коллектива. 1983—1989 г.г

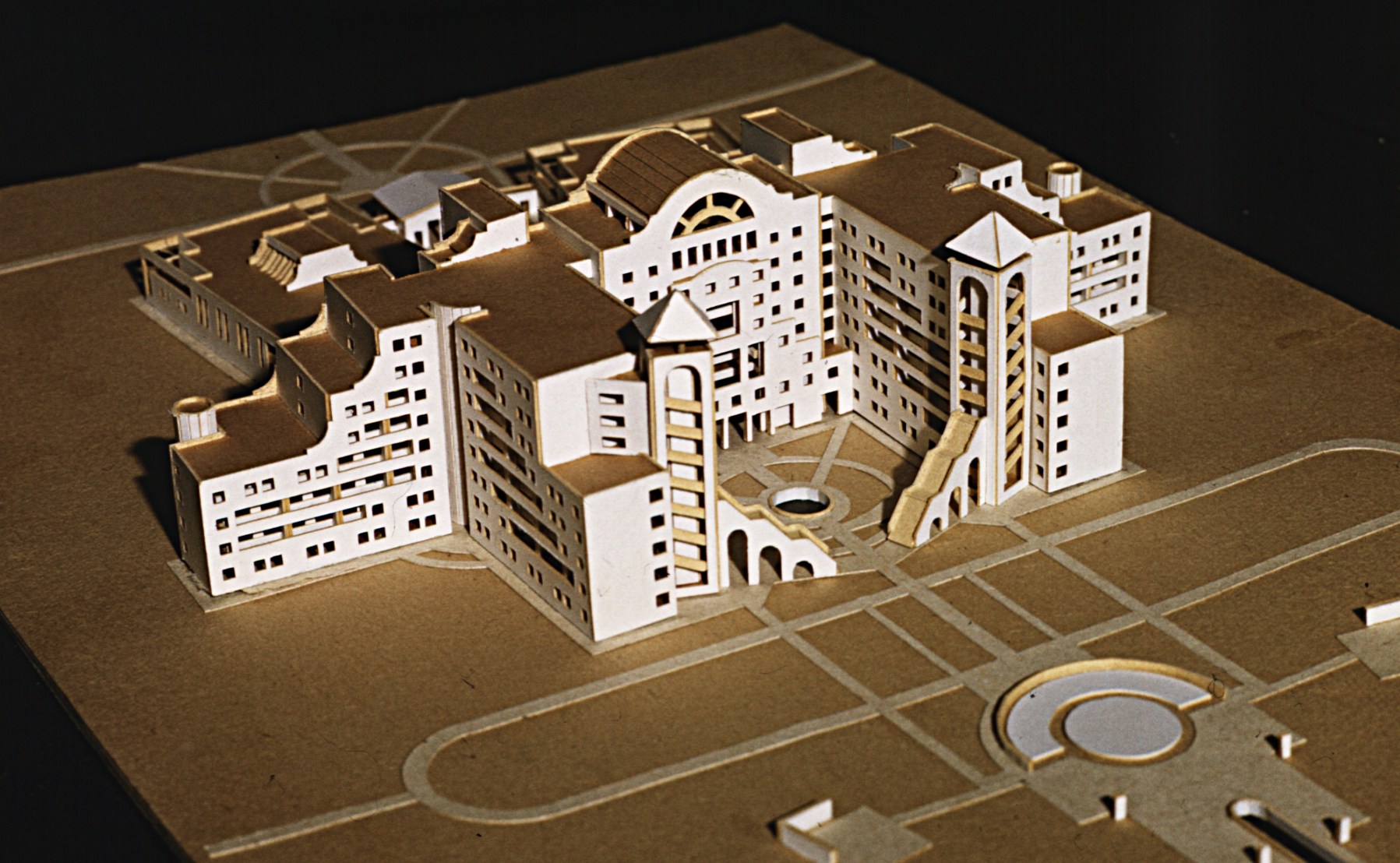
Санаторий в Елабуге. Руководитель авторского коллектива. 1987 г.

## Галерейная, кураторская и художественная деятельность
В 1989 году создал одну из первых в России частных галерей современного искусства — галерею С.АРТ (галерея Петра Войса). За время работы галереи на разных выставочных площадках, включая зарубежные, как куратор провел около 500 выставок и осуществил свыше 50 проектов, наиболее заметным из которых является проект «Артконституция» (Иллюстрированная конституция Российской Федерации, 2003 год). В 2003 году за создание этого проекта кураторы были награждены медалями Российской академии художеств, а в 2004 году по решению Совета современных художников Серебряными знаками почета (проект худ. Георгия Острецова «Новое правительство»)
В 2004 году кураторы проекта «Артконституция» были выдвинуты на соискание Государственной премии Российской федерации в области литературы и искусства, но премия была присуждена оперной певице Анне Нетребко.
В 2003—2007 годах в качестве куратора и ведущего церемонии совместно с Советом современных художников проводил награждение Серебряным знаком почёта выдающихся граждан Российской Федерации (проект худ. Георгия Острецова «Новое правительство»).
Отвечая на вопросы журналиста газеты «Московский комсомолец» 31 марта 2011 года, Петр Войс  так сформулировал свои взгляды на современное искусство:  «Что касается места искусства в общественно-государственном устройстве, хочу кратко в доступной обычному человеку форме изложить его суть и концепцию. Чтобы была возможность отличать художников от хулиганов, творчество от политики, истину от случайности. В трех основополагающих принципах.
Принцип замещения.  Искусство, равно как и другой вид жизнедеятельности - наука, например, развивается методом от противного. Путем отрицания сложившегося порядка вещей (доктрин, установок и понятий) и установлением взамен него нового. Отличие состоит лишь в том, что ученые науку развивают в области физического мира, а художники в области духовной сферы.
Принцип честности.  Искусство развивается честным образом. Ложь и фальшь из творческого процесса исключаются полностью.
Принцип внутренней свободы.  Искусство всегда развивается на грани между нормами дозволенности и пределами раскрепощенности, т.е тем, что называется личной свободой.
Вот, если исходить из этих принципов, то роль искусства в обществе определяется ровно также, как и науки.  Художники всегда реагируют на косность, фальшь, лицемерие, которые их окружают, и соответственным образом действительность отражают. На основе чувств и ощущений, формируемых внешним по отношению к ним миром.» (Поцелуй войны. Мария Москвичева, МК, 31 марта 2011 г. Опубликовано в газете "Московский комсомолец" №25606 от 1 апреля 2011 ).

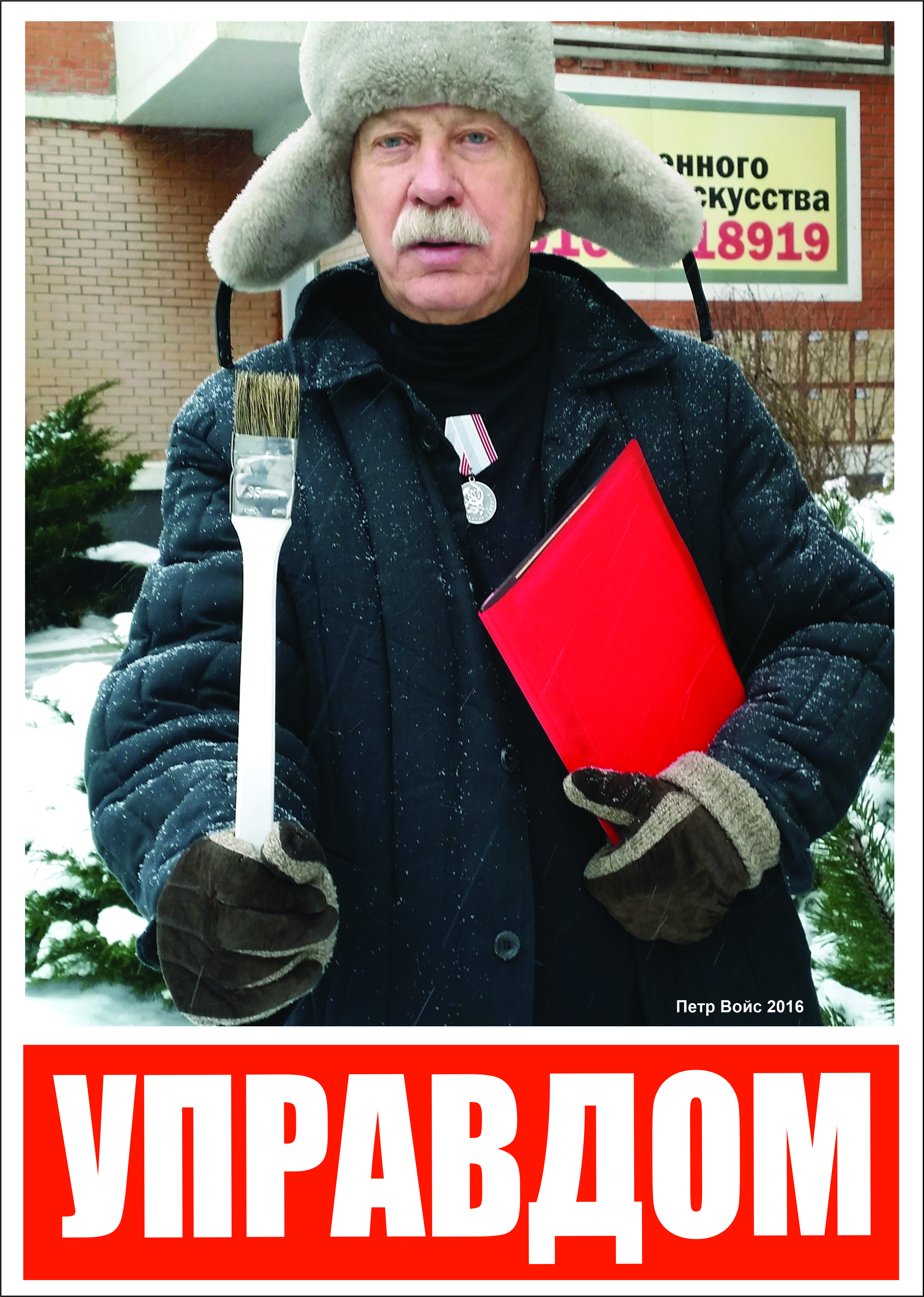
Петр Войс. Хэппенинг «Управдом».

## Общественная и правозащитная деятельность
- создатель первого в СССР архитектурно-художественного кооператива[4] (кооператив АРТ (1987 год);
- куратор Московского общественного движения потребителей «Такой ФИАТ нам не нужен»;[8]  (2000 год)
- куратор Московского общественного движения потребителей «Новое Куркино»;[9] (2003 год)
- куратор проекта «Воротынская, 2» (Управдом)[10][11]

Создание перечисленных потребительских обществ П. Войс расценивает как разновидность хэппенинга, — «direct action» (проект прямого действия, терм. П. Войса). целью которого является организованное действие для решения правозащитных задач. При этом для решения поставленных задач разрабатывается проектная стратегия, включающая использование практик современного искусства.
Проект «Воротынская, 2» (Управдом), созданный для защиты прав собственников жилья, привёл к конкретным результатам в противостоянии с Правительством Москвы, у которого в результате организованных коллективных действий, были выиграны в суде два иска — «об устранении строительных недоделок» (2006г.) и «об отводе придомового земельного участка в общедолевую собственность» (2010г.)
Беспрецедентными
остаются также выигранные под кураторством П. Войса в Головинском и других районных судах города Москвы иски российских автовладельцев из движения «Такой ФИАТ нам не нужен» к одному из мировых автопроизводителей — концерну Fiat

## Публицистика
П. Войс является автором свыше 100 публикаций по современному искусству и общественно-политической проблематике. В разное время отдельные материалы публиковались в журнале «Персона», журнале «Коммерсантъ Власть», «Парламентской газете», газете «Московский комсомолец». Ведёт блоги на радио «Эхо Москвы» и в газете «Московский комсомолец».

## Участие в творческих союзах
- Член Союза архитекторов России с 1978 года;
- член Творческого союза художников России с 1989 года;
- член Союза московских архитекторов с 1995 года;
- член Ассоциации искусствоведов[1] с 1996 года.